# Ragnar le Viking
Ragnar est une série de bande dessinée créée en 1955 dans le journal Vaillant, dessinée par Eduardo Coelho et scénarisée par Jean Ollivier.

## Histoire
Cette saga conte les aventures du jeune Ragnar, chef viking sur son drakkar Le Coursier des ondes. Sa première aventure, La Harpe d’or, réunit déjà tous les ingrédients de la série : société viking, combats, monde maritime et mythologie nordique.
De 1965 à 1966, Coelho et Ollivier réalisent trois épisodes : Sur la terre des Francs, Un duché à conquérir et Le Fleuron de la couronne sur les invasions vikings à la fin du IXe siècle et la création du duché de Normandie par Rollon (Rolf dans la série).
Dans sa dernière aventure, Les Terres fabuleuses, Ragnar rencontre au Groenland Erik le Rouge, un personnage que les auteurs adapteront en bande dessinée en 1976.

## Publication
Les douze premiers récits : de La Harpe d'or (1955) à L'Indomptable Viking (1965) sont conçus par Eduardo Coelho (sauf le 9e Gudrid enlevée) ; la transcription en français étant réalisée par Jean Ollivier. On remarque que Jean Ollivier prend totalement la main du scénario à partir du moment où les bulles apparaissent dans les planches. Cette série à suivre est ensuite publiée jusqu'à la fin du journal Vaillant, en 1969. Elle compte trente-cinq épisodes parus dans Vaillant et cinq récits paraissent dans les premiers numéros de Pif Gadget.

### Vaillant(1955-1969)
- Ragnar (dessins), annonces du début de la série, nos 512-513, 1955.
- Le Prince aux armes d’or !, un dessin de Ragnar et une photographie de Coelho, présentation des séries Vaillant, mini-album Vaillant, supplément du no 598, 1956.
- Comment Jean Ollivier et Martin Sièvre préparent la prochaine aventure de Ragnar le Viking (dessin), interview de Jean Ollivier, no 1170, 1967.

« +a » après l'indication de longueur d'un épisode indique qu'une illustration d'annonce de l'histoire a été publiée dans le numéro précédent.
| no de publication                                                            | Titre                              | scénariste                      | Longueur                              | Date de publication         | Reprises                                                   |
| ---------------------------------------------------------------------------- | ---------------------------------- | ------------------------------- | ------------------------------------- | --------------------------- | ---------------------------------------------------------- |
| Vaillant 515 à 547                                                           | La Harpe d’or                      | Eduardo Coelho et Jean Ollivier | 36 planches +a                        | du 27/03/1955 au 06/11/1955 |                                                            |
| V549 à V569                                                                  | La Frontière de l’enfer            | Eduardo Coelho et Jean Ollivier | 22 planches                           | du 20/11/1955 au 08/04/1956 |                                                            |
| V605 à V621                                                                  | La Saga du trésor                  | Eduardo Coelho et Jean Ollivier | 17 planches                           | du 14/12/1956 au 05/04/1957 |                                                            |
| V685 à V710                                                                  | Alf le gros                        | Eduardo Coelho et Jean Ollivier | 26 planches +a et couverture (no 701) | du 27/06/1958 au 21/12/1958 |                                                            |
| V711 à V733                                                                  | La Fille du roi Igvar              | Eduardo Coelho et Jean Ollivier | 23 planches +a                        | du 28/12/1958 au 31/05/1959 |                                                            |
| V734 à V751                                                                  | sans titre                         | Eduardo Coelho et Jean Ollivier | 18 planches + couverture (no 735)     | du 07/06/1959 au 04/10/1959 |                                                            |
| V752 à V768                                                                  | sans titre                         | Eduardo Coelho et Jean Ollivier | 17 planches                           | du 11/10/1959 au 31/01/1960 |                                                            |
| V769 à V777                                                                  | sans titre                         | Eduardo Coelho et Jean Ollivier | 9 planches                            | du 07/02/1960 au 03/04/1960 |                                                            |
| Fin de la couleur pour Ragnar no 773 et du grand format dans Vaillant no 835 |                                    |                                 |                                       |                             |                                                            |
| V934 à V952                                                                  | Gudrid enlevée                     | Jean Ollivier                   | 19 planches                           | du 07/04/1963 au 11/08/1963 |                                                            |
| V953 à V965                                                                  | sans titre                         | Eduardo Coelho et Jean Ollivier | 13 planches                           | du 18/08/1963 au 10/11/1963 |                                                            |
| V966 à V996 puis V998 à V1009                                                | L’Indomptable Viking - Ire partie  | Eduardo Coelho et Jean Ollivier | 42 planches                           | du 17/11/1963 au 13/09/1964 |                                                            |
| V1010 à V1028                                                                | L’Indomptable Viking - IIe partie  | Eduardo Coelho et Jean Ollivier | 19 planches                           | du 20/09/1964 au 24/01/1965 |                                                            |
| Fin du texte - apparition des bulles dans les cases.                         |                                    |                                 |                                       |                             |                                                            |
| V1029 à V1051                                                                | Sous le signe de Thor              | Jean Ollivier                   | 46 planches                           | du 31/01/1965 au 04/07/1965 |                                                            |
| V1052 à V1071                                                                | Sur la terre des Francs...         | Jean Ollivier                   | 40 planches +a                        | du 11/07/1965 au 06/02/1966 |                                                            |
| V1072 à V1095                                                                | Un Duché à conquérir               | Jean Ollivier                   | 48 planches                           | du 13/02/1966 au 08/05/1966 | L'Écho du Centre                                           |
| V1096 à V1120                                                                | Le Fleuron de la Couronne          | 48 planches                     | du 15/05/1966 au 30/10/1966           |                             |                                                            |
| V1122 à V1130                                                                | La Forteresse d’Anksar             | Jean Ollivier                   | 18 planches +a                        | du 13/11/1966 au 08/01/1967 |                                                            |
| V1131 à V1142                                                                | Les Loups du pont de Londres       | Jean Ollivier                   | 23 planches                           | du 15/01/1967 au 02/04/1967 |                                                            |
| V1143                                                                        | La Géante des Nordreys             | Jean Ollivier                   | 12 planches                           | 09/04/1967                  |                                                            |
| V1147 à V1156                                                                | Le Briseur de chaînes              | Jean Ollivier                   | 17 planches +a                        | du 07/05/1967 au 09/07/1967 | Jacques Flash no 6                                         |
| V1153                                                                        | Jusqu'au bout de la mer !          | Jean Ollivier                   | 6 planches (couleurs)                 | 18/06/1967                  | Jacques Flash no 5                                         |
| V1157 à V1162                                                                | Le Temple de la déesse             | Jean Ollivier                   | 12 planches                           | du 16/07/1967 au 20/08/1967 | Jacques Flash no 1                                         |
| V1163 à V1168                                                                | Les Renards de l’île blanche       | Jean Ollivier                   | 12 planches                           | du 27/08/1967 au 01/10/1967 | Jacques Flash no 1                                         |
| V1170                                                                        | Le Vin du sorcier                  | Jean Ollivier                   | 12 planches                           | 15/10/1967                  | Jacques Flash no 2                                         |
| V1171 à V1186                                                                | Ragnar contre Weland "Casque d'or" | Jean Ollivier                   | 24 planches + couverture (no 1171)    | du 22/10/1967 au 04/02/1968 |                                                            |
| V1178                                                                        | La Nuit des cadeaux                | Jean Ollivier                   | 6 planches (couleurs)                 | 10/12/1967                  |                                                            |
| V1187 à V1194                                                                | Le Viking aux gerfauts             | Jean Ollivier                   | 16 planches                           | du 11/02/1968 au 31/03/1968 | Jacques Flash no 5 (sous le titre La Vengeance du gerfaut) |
| V1195 à V1202                                                                | Le Cairn de l’or                   | Jean Ollivier                   | 16 planches                           | du 07/04/1968 au 26/05/1968 |                                                            |
| V1203 à V1211                                                                | Le Chaudron magique                | Jean Ollivier                   | 16 planches                           | du 02/06/1968 au 18/08/1968 |                                                            |
| V1212 à V1217                                                                | La Montagne d’Asgard               | Jean Ollivier                   | 12 planches                           | du 25/08/1968 au 29/09/1968 | Jacques Flash no 2                                         |
| V1218                                                                        | L’Étalon blanc                     | Jean Ollivier                   | 12 planches                           | 06/10/1968                  | Jacques Flash no 3 et Pif Parade Aventure no 4             |
| V1219 à V1224                                                                | Le Chevalier teutonique            | Jean Ollivier                   | 12 planches                           | du 13/10/1968 au 17/11/1968 | Jacques Flash no 3 (sous le titre Les Pierres d’ambre)     |
| V1225 à V1232                                                                | Vik le dragon                      | Jean Ollivier                   | 14 planches                           | du 24/11/1968 au 19/01/1969 | Jacques Flash no 4 (sous le titre La Marque du dragon)     |
| V1228                                                                        | Les Fêtes d’hiver                  | Jean Ollivier                   | 7 planches                            | 15/12/1968                  | Jacques Flash no 6                                         |
| V1233 à V1238                                                                | Ragnar et les Hummliks             | Jean Ollivier                   | 12 planches                           | du 19/01/1969 au 23/02/1969 | Jacques Flash no 4 (sous le titre La Lance d’Odin)         |

Rééditions
- L'Écho du Centre est un quotidien régional qui republie le récit Un Duché à conquérir de juillet à septembre 1972.
- Jacques Flash est un périodique, moyen format, reprenant du matériel issu de Vaillant. Deux récits de Ragnar sont repris dans chacun des six uniques numéros parus de février à décembre 1977.
- Pif Parade Aventure est un périodique, petit format, reprenant du matériel Vaillant, qui compte douze numéros parus de 1977 à 1980, le n°4 reprenant un épisode de Ragnar paraît en 1978.

### Pif Gadget(1969)
| no de publication | Titre                     | Scénariste    | Longueur          | Date de publication |
| ----------------- | ------------------------- | ------------- | ----------------- | ------------------- |
| PG 4              | Le Maître des naufrageurs | Jean Ollivier | 20 planches +a +s | 17/03/1969          |
| PG 10             | La Danse des épées        | Jean Ollivier | 20 planches       | 28/04/1969          |
| PG 16             | Dans les chaînes          | Jean Ollivier | 20 planches +a    | 09/06/1969          |
| PG 23             | L’Héritage de Grim        | Jean Ollivier | 20 planches +a +s | 28/07/1969          |
| PG 30             | Les Terres fabuleuses     | Jean Ollivier | 20 planches +s    | 15/09/1969          |

### Pastiches
- Si VAILLANT m'était conté... (2 planches, 1 dessin de Ragnar) de Deran, Vaillant no 550, 1955.
- Totoche joue Ragnar (3 planches) de Jean Tabary, Vaillant no 782, 1960.

### Incohérences
Dans le Vaillant no 1035, Ragnar lutte avec Tostig, chef viking sur une île, le texte mentionne l'exemple de Rolf soulevant Charles le Simple cent ans avant. Seize numéros plus tard, dans le Vaillant no 1051, commence une nouvelle aventure, Sur la terre des Francs, avec Rolf et Charles le Simple.

### Albums
Sur tous ces épisodes, seuls deux ont été édités tardivement en albums : L’Indomptable Viking (en 1979) et La Harpe d’or (en 2004). Deux récits parus initialement dans Pif Gadget, Le Maître des naufrageurs et La Danse des épées, font partie d’une anthologie publiée en 2005 chez Vents D'Ouest.
- L’Indomptable Viking, coll. « Les Classiques de l'aventure », Éditions du Fromage, 1979.
  - Reprise des 2 épisodes parus dans Vaillant sous le même titre, fusionnés et remontés avec des suppressions pour passer de 62 à 49 planches.
- Ragnar : La Harpe d’or, coll. « Patrimoine BD », Glénat, 2004 
  - Publié avec le récit indépendant Till Ulenspiegel
- Le Meilleur de Pif (collectif), Vents d'Ouest, 2005
  - Le Maître des naufrageurs
  - La Danse des épées

En 2014, un éditeur pirate publie l'intégrale des récits de Ragnar, parus dans Vaillant et Pif gadget, en 16 volumes :
- La Harpe d'or - Livre 1-2
  - La Harpe d'or
  - La Frontière de l’enfer
- La Saga du trésor - Livres 3-4
  - La Saga du trésor
  - Alf le gros
- La Fille du roi Igvar - Livres 5-6-7
  - La Fille du roi Igvar
  - Les Enfants de Bersek
  - Le Roi Gorm
- La Fille du roi Igvar - Livres 5-6-7-8 (2e édition de 2015)
  - La Fille du roi Igvar
  - Les Enfants de Bersek
  - Le Roi Gorm
  - Le Jarl Sigurg
- Gudrid enlevée - Livres 9-10
  - Gudrid enlevée
  - Le Viking
- L'Indomptable Viking - Livre 11
- Sous le signe de Thor - Livre 12
- Sur la terre des Francs - Livre 13
- Un Duché à conquérir - Livre 14
- Le Fleuron de la couronne - Livre 15
- La Forteresse d’Anksar - Livres 16-17-18
  - La Forteresse d’Anksar
  - Les Loups du pont de Londres
  - La Géante des Nordreys
- Le Briseur de chaînes - Livres 19-20-21-22
  - Le Briseur de chaînes
  - Jusqu'au bout de la mer !
  - Le Temple de la déesse
  - Les Renards de l’île blanche
- Le Vin du sorcier - Livres 23-24-25
  - Le Vin du sorcier
  - Ragnar contre Weland
  - La Nuit des cadeaux
- Le Viking aux gerfauts - Livres 26-27-28
  - Le Viking aux gerfauts
  - Le Cairn de l’or
  - Le Chaudron magique
- La Montagne d’Asgard - Livres 29-30-31-32
  - La Montagne d’Asgard
  - L’Étalon blanc
  - Le Chevalier teutonique
  - Vik le dragon
- Les Fêtes d’hiver - Livres 33-34-35-36
  - Les Fêtes d’hiver
  - Les Hummliks
  - Le Maître des naufrageurs
  - La Danse des épées
- Dans les chaînes - Livres 37-38-39
  - Dans les chaînes
  - L’Héritage de Grim
  - Les Terres fabuleuses

### Traductions
- Portugais : Ragnar : La Harpe d’or, le premier récit de Ragnar est traduit dès 1957 dans Cavaleiro Andante. Une seconde histoire est traduite en 1960 et publiée dans O Falcão, puis un récit dans Mundo de Aventuras en 1968.
- Italien : Ragnar il Vichingo, dans le Corriere dei Piccoli (supplément illustré du Corriere della Sera) en 1970, dont :
  - Il Vino dello stregone, n°10.
  - Gli Schiavi d'Islanda, n°22.
  - Contro I Northumbri, n°34.
  - Il Tradimento, n°36.
  - I lupi del Tamigi, 1re partie, n°43.
- Allemand : Ragnar, der Wikinger. Plusieurs épisodes de Ragnar sont repris dans Yps, la version allemande de Pif Gadget, de 1976 à 1978[5], dont :
  - Im Tempel der Göttin Ran (12 pl), n°64.
  - Die Suche nach Leif Eriksson (12 pl), n°65.
  - Im Tal der Riesen (12 pl), n°66.
  - Die Jagd nach dem weißen Hengst (11 pl), n°67.
  - Wein für Hexenmeister Paivo (12 pl), n°68.
  - Die Entführung (12 pl), n°69.
  - Der Kampf um das Ambra (12 pl), n°70.
  - Das Riesenmädchen (12 pl), n°71.
  - Der grausame Vik (12 pl), n°72.
  - Das Geheimnis der Festung (12 pl), n°73.
  - Der Streit um die Geierfalken (12 pl), n°74.
  - Der Zauberkessel (11 pl), n°75.

## Récompenses
Jean Ollivier reçoit le prix Phénix du meilleur scénariste de bande dessinée réaliste et d'aventure, pour Ragnar le Viking, décerné par la Société française de la Bande dessinée (France) en 1969.
L'album Ragnar, paru chez Glénat en 2004 dans la collection « Patrimoine BD » dirigée par Henri Filippini, a été nommé au Prix du patrimoine lors du Festival d'Angoulême 2005.

## Produits dérivés
- Poster : Ragnar der Vikinger, supplément au Yps n°83, 1977.
- Bricolage : Das Comic-Quartett mit Yps & Co [jeu de 7 familles] : 4 cartes illustrées Ragnar der Vikinger, Yps n°247 et 248, 1980.

### Documentation
- Claude Le Gallo, « Ragnar », Phénix, no 10,‎ juillet 1969, p. 8-11.
- Hervé Cultru, « Ragnar le Viking » dans Vaillant, 1942-1969 la véritable histoire d'un journal mythique, chap. 12 : Le passé recomposé, éditions Vaillant collector, 2006.
- Richard Medioni, « D’Yves le Loup à Ragnar le Viking », dans «Mon camarade», «Vaillant», «Pif Gadget». L'Histoire complète (1901-1994), Éditions Vaillant Collector, 2012.
- Florian Rubis, Vikings et bande dessinée : mythes et réalités, éditions P.L.G., 2014
- Christophe Quillien, « Ragnar le Viking », dans Pif Gadget : 50 ans d'humour, d'aventure et de BD, Hors Collection, octobre 2018 (ISBN 9782258152601), p. 190-191.